# Popis srpskih svetaca
Ovo je popis značajnih svetaca i svetica srpskih; lista popisuje svece srpskog podrijetla. Srpska pravoslavna Crkva slavi i svece koji nisu Srbi (Ivan Krstitelj, Nikolaj II.).
- Anastasija Srpska – velika županica Srbije
- Angelina Branković
- Arsenije Sremac
- Danilo II.
- Dositej Vasić
- Jelena Anžujska
- Jelena Dragaš – bizantska carica
- Jovan Vladimir
- Knez Lazar i njegova supruga Milica
- Milutin

- Rafailo Momčilović
- Sava I.
- Sava II.
- Stefan Prvovenčani (Simeon)
- Stefan Dečanski
- Urošica
- Stefan Dragutin
- Stefan Vladislav

U Srbiji, svetac je poznat i kao „svetitelj“.